# 晩酌の流儀
『晩酌の流儀』（ばんしゃくのりゅうぎ）は、2022年7月2日（1日深夜）から8月20日（19日深夜）までテレビ東京系「ドラマ25」枠にて放送されたテレビドラマ。主演は栗山千明。その後、スペシャル版や続編が放送されシリーズ化されている。

## 概要
不動産会社に勤める女性が毎晩最後に飲む一杯を美味しくするためのコンディションづくりをテーマにしているほか、宅飲みでのつまみ作りとそれを味わうグルメドラマ・料理番組的な要素も含まれており、料理を作るシーンや晩酌を行うシーンは栗山が演じる美幸がナレーション（モノローグ）で綴っている。
第3話以後、サントリー・金麦が協賛スポンサーとなり、本編内において、そのコラボレーションのインフォマーシャルが放送された。
2022年12月31日（30日深夜）の0時30分から同局系列で『晩酌の流儀 年末スペシャル ～一年の最後に、最高の一杯を～』が放送された。
2023年7月8日（7日深夜）から9月23日（22日深夜）までシーズン2となる『晩酌の流儀2』が同枠にて放送された。
2024年6月29日（28日深夜）から9月21日（20日深夜）までシーズン3となる『晩酌の流儀3』が同枠にて放送された。
2025年6⽉28⽇（27日深夜）からはシーズン4となる『晩酌の流儀4 〜夏編〜』が同枠にて放送中。さらに10月期も引き続き『秋・冬編』が放送予定。テレ東の深夜ドラマでは異例の2クール連続での放送となる。

## キャスト

### 主要人物
伊澤美幸（いざわ みゆき）
演 - 栗山千明
本作の主人公。不動産会社「ホップハウジング」雪谷店の営業担当。
必ず定時で退社し、最高の晩酌を楽しむための準備に努力を惜しまない。また、近所のスーパーで安く仕入れた食材を調理して酒の肴にする。

### ホップハウジング
島村直人
演 - 武田航平
美幸の後輩。
富川葵
演 - 辻凪子
美幸の後輩。
海野二郎
演 - おかやまはじめ
支店長。美幸の上司。

### その他
牛場
演 - 馬場裕之（ロバート）
美幸の行きつけのスーパー「ツルマート」の店員。
S2では雪谷店から品川2号店に異動となったが、偶然にも美幸が引っ越した先（品川区旗の台周辺）の最寄店舗であった。
S3では新業態の「ツルマートプチ」に珍山ともども異動。
珍山
演 - ミスターちん（S2 - S4）
「ツルマート」品川2号店（S2）、「ツルマートプチ」（S3・S4）の店長。
アイデアマンだが空回りしがちなため、気弱だが堅実な牛場とはいいコンビ。
魚子
演 - 友近（S3）
魚屋「魚近」の店主。
肉山
演 - 土屋伸之（ナイツ、S3・S4）
肉屋「ナイスミート」の店主。大学で心理学を研究していたインテリ。
中久保八百子（ちゅうくぼ）
演 - 大久保佳代子（S3・S4）
八百屋「やさいの中久保」の店主。
ゆき
演 - 大角ゆき（S3・S4）
八百子の娘。採算を考えずに値引きをする母を注意する。
ヤス
演 - 本宮泰風（S4）
鮮魚店「雪谷統一」の店員。美幸に一目惚れした。
アキラ
演 - アキラ100%（S4）
鮮魚店「雪谷統一」の店長。ヤスの兄。
森野
演 - 森田甘路（S4）
コンビニ「Friendly 24」のアルバイト店員。漫画家志望。
前野
演 - 前田航基（S4）
コンビニ「Friendly 24」の店長。
王子流星
演 - 忍成修吾（S4）
ライバル不動産会社「トップハウジングス」の社員。
池ヶ谷
演 - 冨家ノリマサ（S4）
ライバル不動産会社「トップハウジングス」の支店長。

### ゲスト

#### S1
第1話
- 大山田健 - 石倉三郎
- 優菜 - 堂ノ下沙羅
- まどか - 坂野真理

第2話
- レイナ - 橋本梨菜
- 真紀子 - 大高洋子
- ルカ - 今川宇宙

第3話
- 若松 - 市原洋
- カレン - 橋本萌花
- 愛華 - 小山莉奈
- 八木 - 上野勇希
- 誠也 - 三島涼
- 優子 - 柿弘美

第4話
- 大沼 - 小暮広宣
- デリバリー - 北代祐太

第5話
- 鈴木 - 星田英利

第6話
- 不動産屋の客 - 木村知貴
- 剛田竜二 - 鬼倉龍大

第7話
- 天野雫 - 尾碕真花
- 大津 - 藤代太一

第8話
- 桜子 - 須藤温子
- 蓮 - 別紙慶一
- 役名不明 - 鈴木理学、田中流瑠、岩永ひひお、シフォン大喜

年末スペシャル
- 末永 - 片桐仁
- 玉田 - モロ師岡

#### S2
第1話
- 高見沢 - 青柳翔[15]

第2話
- 酒井 - 岡田義徳[15]
- 翔太 - 押田岳
- 舞 - 大串有希
- チラシ配りの女性 - 島袋明希子
- インストラクター - 大場美和
- 焼き鳥屋の店員 - 内藤聖羽

第3話
- 聖羅 - 井筒しま[15]
- 亜矢子 - 秋山楓果[15]
- ボウリング場の店員 - 龍真
- おばちゃん（スーパーの客） - 竹下かおり（第7話・第9話 - 第12話）、正木佐和

第4話
- 宇津井 - 村上純（しずる）[15]
- 泉陽子 - 奥山佳恵
- サラリーマン - 赤松新

第5話
- ホセ - 源ガブリエル[15]

第6話
- 影山 - 槙尾ユウスケ（かもめんたる）[15]

第7話
- 中本 - 駒木根隆介[15]

第8話
- 聡子 - 前田亜季[15]
- ナパット - ブンシリ[15]

第10話
- 島村遥 - 内田慈[15]（第12話）

第11話
- 博多羽丸 - 博多華丸（博多華丸・大吉）[15]

第12話
- 早乙女 - 吉田晴登[15]

#### S3
第1話
- 横野 - 駿河太郎[16]

第2話
- 加藤 - 佳久創[16]
- トレーナー - 成松修
- イタリア人の紳士 - ピエトロ・クリスト

第3話
- 西夏彦 - 池田匡志[16]

第4話
- 住職 - 丘みつ子[16]
- 寺に来ていた女性 - 宇乃うめの
- 居酒屋のキャッチ - 黒住尚生

第5話
- 麦田（「ポップハウジング」社長） - 大和田伸也[16]（S4第6話）[13]
- 仙田（同・専務） - 川野太郎[16]
- 襟村（同・エリアマネージャー） - 藤重政孝[16]（第11話・S4第6話）
- 秘書 - 上甲裕依（S4第6話）
- 二岡 - 立川がじら
- 三谷 - 髙畑遊
- 司会者 - うえきみゆ
- シェフ - 長屋和彰

第6話
- 曽我 - 栗田芳宏
- スナックのママ - 藤井亜紀
- 取材班A - 鈴木士
- 取材班B - 関本巧文
- キャバクラのキャッチ - 横須賀一巧
- 夫婦客（夫） - 薄井伸一
- 夫婦客（妻） - 白雪たえ
- 服屋の店員 - 遠藤信弥
- 小山田 - 小山亮太

第7話
- 貝介 - 森岡豊（最終話）

第8話
- ジュリ＝小西 - 岩井ジョニ男
- ガルシア - 藤野インナ
- 田中夫妻（夫） - 古澤武雄
- 田中夫妻（妻） - 古澤和子

第9話
- 尾原 - 金子昇[16]

第10話
- 山野（「ホップハウジング」群馬・大山奥村支店長）- おかやまはじめ（二役）
- 林（同・支店員）- 西出結
- 森（同上）- かとうずんこ
- 野沢剛志（大山奥村住民・茄子農家） - 山野史人
- 野沢三枝子（剛志の妻） - 土屋美穂子
- 大山奥村・村人A - 嶋崎伸夫
- 大山奥村・村人B - 松熊つる松
- 大山奥村・村人C - 坂口進也

第11話
- 大木舞 - しゅはまはるみ
- 大木大輔 - 半田浩平
- 大木一郎 - 出塚理己
- 大木一子 - 菊地麻衣
- 大木康二 - 今野斗葵
- 大木二葉 - 共田すず
- 大木三太 - 藤本紘
- 大木三琴 - 梶山かんな
- 大木四助 - 田中寛人

最終話
- 浜田徹 - 若林久弥
- 浜田真紀子 - 水島かおり
- おばちゃん - 三村伸子

#### S4
第1話
- トンカツを買う客 - 藤本洋子[17]
- もつ煮を戻す客 - 呑山仁奈子[17]
- ポップハウジングの客 - 永島雄三、塚田光虹[18]、斉藤正樹
- CMナレーター - 多田羅りか（声の出演）

第2話
- 見物ミル子 - 宮崎美子[14]

第4話
- キャベツの声 - 安済知佳（声の出演）

第5話
- 千代 - 上杉二美[19]

第6話
- クリス - BT[13]
- ポップハウジングの客 - 大谷似翔平

第7話
- 波野熱子 - 水崎綾女[13]
- 鮮魚店の客 - 山口祥行

第8話
- 中島岩男 - 田山涼成[13]
- 中島豪太 - 浅利陽介[13]
- 中島笑子 - 森澤早苗

## スタッフ
- 原案・企画・プロデューサー・監督[注 2] - 松本拓（テレビ東京）[1][9][5]
- 脚本
  - S1・S2 - 政池洋佑[1][9]
  - S3 - 政池洋佑、當銘啓太[5]
  - S4 - 政池洋佑、當銘啓太、丸山恵、阿部沙耶佳、中川千英子[20]
- 音楽 - 渡邊崇[21]
- オープニングテーマ
  - S1 - yonawo「yugi」（Atlantic / Warner Music Japan）[22]
  - S2 - yonawo「焦がれNight」（Atlantic / Warner Music Japan）[23]
  - S3 - がらり「パーティーチューン」[16]
  - S4 - 水平線「たまらないね！」[20]
- エンディングテーマ
  - S1 - the pullovers「なんでもないルーティーン」（SKID ZERO）[21]
  - S2 - 佐藤千亜妃「Cheers!Cheers!」（A.S.A.B）[23]
  - S3 - Tielle「happy-go-lucky」（Warner Music Japan）[16]
  - S4 - 高嶺のなでしこ「ライフクエスト」（ビクターエンタテインメント）[20]
- 監督
  - S1 - 二宮崇[1]
  - S2 - 二宮崇、佐藤リョウ[9]
  - S3 - 北畑龍一、松本拓、丸山恵、佐藤リョウ、小山亮太[5]
  - S4 - 北畑龍一、宮脇亮、佐藤リョウ[20]
- 料理監修 - 馬場裕之（ロバート）[8]
- フードコーディネーター - 藤代太一[24]
- フードアシスタント - 森田甘路（S3・S4）[13]
- 制作協力 - サントリー
- プロデューサー
  - S1 - 倉地雄大（テレビ東京）、勝俣円（DASH）、鶴田紫央里（DASH）、新谷朋成（DASH）[21]
  - S2 - 正井彩夏（テレビ東京）、勝俣円（DASH）、中村崇（DASH）[9]
  - S3 - 丸山恵（テレビ東京）、勝俣円（DASH）、永崎真甲（DASH）[5]
  - S4 - 松本拓（テレビ東京）、野部真悠（テレビ東京）、前田茂司（楽映舎）、小松俊喜（楽映舎）、北畑龍一、山村淳史（T-REX FILM）、澤田賢一（カーツメディアワークス）[25]
- 制作 - テレビ東京、株式会社DASH[21][9]
- 製作著作 - 「晩酌の流儀」製作委員会[21]

## 放送日程
| 話数   | 放送日         | サブタイトル               | 監督   |
| ------ | -------------- | -------------------------- | ------ |
| 第1話  | 2022年07月02日 |                            | 二宮崇 |
| 第2話  | 07月09日       | 家焼肉                     | 二宮崇 |
| 第3話  | 07月16日       | 台湾まぜそば               | 松本拓 |
| 第4話  | 07月23日       | 冷凍餃子と生姜焼き         | 二宮崇 |
| 第5話  | 07月30日       | 鴨南蛮そば・棒棒鶏そば     | 松本拓 |
| 第6話  | 08月06日       | 韓国料理                   | 二宮崇 |
| 第7話  | 08月13日       | トマトすき焼き             | 松本拓 |
| 最終話 | 08月20日       | 最高の晩酌とは……           | 二宮崇 |
| 年末SP | 12月31日       | 一年の最後に、最高の一杯を | 松本拓 |

| 話数   | 放送日        | サブタイトル                   | 監督       |
| ------ | ------------- | ------------------------------ | ---------- |
| 第1話  | 2023年7月08日 | ガーリック豚テキと海鮮ばくだん | 松本拓     |
| 第2話  | 7月15日       | 家焼鳥                         | 松本拓     |
| 第3話  | 7月22日       | 家寿司                         | 二宮崇     |
| 第4話  | 7月29日       | お好み焼きとネギ焼き           | 二宮崇     |
| 第5話  | 8月05日       | スペイン料理                   | 松本拓     |
| 第6話  | 8月12日       | 2種のぶっかけ素麺              | 佐藤リョウ |
| 第7話  | 8月19日       | 自宅で町中華                   | 佐藤リョウ |
| 第8話  | 8月26日       | タイ料理                       | 二宮崇     |
| 第9話  | 9月02日       | 鯵のフルコース                 | 松本拓     |
| 第10話 | 9月09日       | 焼しゃぶ                       | 松本拓     |
| 第11話 | 9月16日       | 博多料理                       | 二宮崇     |
| 最終話 | 9月23日       | 最高の晩酌                     | 二宮崇     |

| 話数   | 放送日        | サブタイトル                   | 脚本     | 監督       |
| ------ | ------------- | ------------------------------ | -------- | ---------- |
| 第1話  | 2024年6月29日 | ししゃものアヒージョと豚キムチ | 政池洋佑 | 北畑龍一   |
| 第2話  | 7月06日       | ディアボラ風チキン             | 當銘啓太 | 北畑龍一   |
| 第3話  | 7月13日       | 豚肉の味噌すき焼き             | 政池洋佑 | 北畑龍一   |
| 第4話  | 7月20日       | 980円うなぎのフルコース        | 當銘啓太 | 松本拓     |
| 第5話  | 7月27日       | カレーフォンデュ               | 政池洋佑 | 松本拓     |
| 第6話  | 8月10日       | 豚こまつくねと切り干しペペロン | 政池洋佑 | 北畑龍一   |
| 第7話  | 8月17日       | サーモンしゃぶしゃぶ           | 政池洋佑 | 丸山恵     |
| 第8話  | 8月24日       | サルサステーキ                 | 當銘啓太 | 小山亮太   |
| 第9話  | 8月31日       | 排骨担々麺                     | 當銘啓太 | 佐藤リョウ |
| 第10話 | 9月07日       | 夏野菜のフルコース             | 當銘啓太 | 北畑龍一   |
| 第11話 | 9月14日       | キャベツ焼売                   | 政池洋佑 | 佐藤リョウ |
| 最終話 | 9月21日       | 牛肉のカルパッチョ             | 政池洋佑 | 松本拓     |

| 話数  | 放送日        | サブタイトル                     | 脚本                | 監督       |
| ----- | ------------- | -------------------------------- | ------------------- | ---------- |
| 第1話 | 2025年6月28日 | カレーもつ煮込みとネギ塩レバテキ | 政池洋佑            | 北畑龍一   |
| 第2話 | 7月05日       | 豚肉のガリ炒め                   | 阿部沙耶佳 北畑龍一 | 北畑龍一   |
| 第3話 | 7月12日       | チャンジャの海鮮アヒージョ       | 丸山恵              | 宮脇亮     |
| 第4話 | 7月19日       | キャベツと桜エビの塩昆布炒め     | 當銘啓太            | 佐藤リョウ |
| 第5話 | 7月26日       | 納豆麻婆豆腐                     | 當銘啓太            | 北畑龍一   |
| 第6話 | 8月02日       | 餃子の皮タコス                   | 當銘啓太            | 宮脇亮     |
| 第7話 | 8月09日       | 穴子とろろ蕎麦                   | 政池洋佑            | 佐藤リョウ |
| 第8話 | 8月16日       | チキンカツみぞれ煮               | 中川千英子          | 宮脇亮     |

## 放送局
| 放送期間                 | 放送時間                     | 放送局       | 対象地域   | 備考                     |
| ------------------------ | ---------------------------- | ------------ | ---------- | ------------------------ |
| 2022年7月2日 - 8月20日   | 土曜 0:52 - 1:23（金曜深夜） | テレビ東京   | 関東広域圏 | 製作局                   |
|                          |                              | テレビ大阪   | 大阪府     |                          |
|                          |                              | テレビ愛知   | 愛知県     |                          |
|                          |                              | テレビ北海道 | 北海道     |                          |
|                          |                              | TVQ九州放送  | 福岡県     |                          |
| 2022年7月21日 - 9月8日   | 木曜 0:00 - 0:30（水曜深夜） | テレビ和歌山 | 和歌山県   |                          |
| 2022年10月13日 - 12月1日 | 木曜 0:00 - 0:30（水曜深夜） | BSテレ東     | 全国       |                          |
|                          |                              | BSテレ東4K   | 全国       | 4Kアップコンバートで放送 |

| 放送期間                 | 放送時間                     | 放送局         | 対象地域       | 備考                     |
| ------------------------ | ---------------------------- | -------------- | -------------- | ------------------------ |
| 2023年7月8日 - 9月23日   | 土曜 0:52 - 1:23（金曜深夜） | テレビ東京     | 関東広域圏     | 製作局                   |
|                          |                              | テレビ大阪     | 大阪府         |                          |
|                          |                              | テレビ愛知     | 愛知県         |                          |
|                          |                              | テレビ北海道   | 北海道         |                          |
|                          |                              | テレビせとうち | 岡山県・香川県 |                          |
|                          |                              | TVQ九州放送    | 福岡県         |                          |
| 2023年9月4日 - 11月27日  | 月曜 1:30 - 2:00（日曜深夜） | テレビ和歌山   | 和歌山県       |                          |
| 2023年10月5日 - 12月21日 | 木曜 0:00 - 0:30（水曜深夜） | BSテレ東       | 全国           |                          |
|                          |                              | BSテレ東4K     | 全国           | 4Kアップコンバートで放送 |

| 放送期間                 | 放送時間                     | 放送局         | 対象地域       | 備考   |
| ------------------------ | ---------------------------- | -------------- | -------------- | ------ |
| 2024年6月29日 - 9月21日  | 土曜 0:42 - 1:13（金曜深夜） | テレビ東京     | 関東広域圏     | 製作局 |
|                          |                              | テレビ大阪     | 大阪府         |        |
|                          |                              | テレビ愛知     | 愛知県         |        |
|                          |                              | テレビ北海道   | 北海道         |        |
|                          |                              | テレビせとうち | 岡山県・香川県 |        |
|                          |                              | TVQ九州放送    | 福岡県         |        |
| 2024年8月26日 - 11月11日 | 月曜 1:40 - 2:10（日曜深夜） | テレビ和歌山   | 和歌山県       |        |
| 2024年10月8日 - 12月24日 | 火曜 0:00 - 0:30（月曜深夜） | BSテレ東       | 全国           |        |

| 放送期間        | 放送時間                     | 放送局         | 対象地域       | 備考   |
| --------------- | ---------------------------- | -------------- | -------------- | ------ |
| 2025年6月28日 - | 土曜 0:42 - 1:13（金曜深夜） | テレビ東京     | 関東広域圏     | 製作局 |
|                 |                              | テレビ大阪     | 大阪府         |        |
|                 |                              | テレビ愛知     | 愛知県         |        |
|                 |                              | テレビ北海道   | 北海道         |        |
|                 |                              | テレビせとうち | 岡山県・香川県 |        |
|                 |                              | TVQ九州放送    | 福岡県         |        |
| 2025年7月1日 -  | 火曜 0:00 - 0:30（月曜深夜） | BSテレ東       | 全国           |        |

## ネット配信
| 配信開始月 | 配信サイト         | 配信料金     | 備考       |
| ---------- | ------------------ | ------------ | ---------- |
| 2022年7月  | ネットもテレ東     | 広告付き無料 | 見逃し配信 |
| 2022年7月  | TVer               | 広告付き無料 | 見逃し配信 |
| 2022年7月  | GYAO!              | 広告付き無料 | 見逃し配信 |
| 2022年7月  | Paravi             | 定額制有料   |            |
| 2022年7月  | U-NEXT             | 定額制有料   |            |
| 2022年7月  | Amazon Prime Video | 定額制有料   |            |

| 配信開始月 | 配信サイト         | 配信料金     | 備考       |
| ---------- | ------------------ | ------------ | ---------- |
| 2023年7月  | ネットもテレ東     | 広告付き無料 | 見逃し配信 |
| 2023年7月  | TVer               | 広告付き無料 | 見逃し配信 |
| 2023年7月  | U-NEXT             | 定額制有料   |            |
| 2023年7月  | Amazon Prime Video | 定額制有料   |            |

| 配信開始月 | 配信サイト         | 配信料金     | 備考       |
| ---------- | ------------------ | ------------ | ---------- |
| 2024年6月  | ネットもテレ東     | 広告付き無料 | 見逃し配信 |
| 2024年6月  | TVer               | 広告付き無料 | 見逃し配信 |
| 2024年6月  | U-NEXT             | 定額制有料   |            |
| 2024年6月  | Amazon Prime Video | 定額制有料   |            |

| 配信開始月 | 配信サイト         | 配信料金     | 備考       |
| ---------- | ------------------ | ------------ | ---------- |
| 2025年6月  | ネットもテレ東     | 広告付き無料 | 見逃し配信 |
| 2025年6月  | TVer               | 広告付き無料 | 見逃し配信 |
| 2025年6月  | Lemino             | 広告付き無料 | 見逃し配信 |
| 2025年6月  | U-NEXT             | 定額制有料   |            |
| 2025年6月  | Amazon Prime Video | 定額制有料   |            |